# TWC Tempo
WielerClub Tempo (vanwege sponsorredenen ook Tempo Hoppenbrouwers-VIRO geheten) is in 1948 opgericht in Meerveldhoven, gemeente Veldhoven. De club organiseert, middels een stichting, sinds 1952 de jaarlijkse Omloop der Kempen. Er zijn afdelingen voor Dames, Elite-Beloften, Amateurs, Junioren en er is een Toerafdeling.

## Geschiedenis
In het café 'De Reizende Man' (later 'Hof van Holland' genoemd) te Meerveldhoven vond op 24 september 1948 de oprichtingsvergadering plaats van een wielervereniging. Huub Zijlmans werd tot voorzitter gekozen. Ter plekke werd ook een naam voor de vereniging gekozen. Uit de suggesties van de aanwezigen werd de naam Tempo gekozen. Jan van der Vorst, de indiener van deze naam, verdiende daarmee 2 gulden 50 en een glas limonade.

## Omloop der Kempen
In 1952 werd de Omloop der Kempen voor het eerst in Veldhoven verreden. Vanaf 1954 was Veldhoven de vaste start- en finishplaats. De Omloop werd een steeds groter evenement en is daarom in 1997 ondergebracht in een eigen stichting.

## Bekende (oud)renners
- John van den Akker, oud-renner bij o.a. ZG Mobili. Hij won de Omloop der Kempen in 1986.
- Mark Scanlon, in 1998 wereldkampioen bij de junioren
- Tonnie Gijsbers, in 2000 wereldkampioen bij de veteranen
- Giel de Nijs, Nederlands kampioen in 2010 en 2011
- Robin Wennekes, Nederlands kampioen in 2016